# 我是誰
《我是誰》（英語：Who am I?）是成龍主演，陳木勝導演的一部賀歲電影，於1998年農曆新年上映。其中，成龍除是主角外，還參與了導演和編劇工作。此片全程於南非和荷蘭取景，動作驚險場面甚多。尤其是末段成龍在荷兰鹿特丹Willemswerf大廈高處沿玻璃幕牆急速滑落則極具刺激感。
此片票房為3千8百萬港元，遜於前作《一個好人》，但在當年的票房排行榜仍是排頭幾名位置。
本片在1999年香港電影金像獎中獲得5項提名，分別為「最佳電影」、「最佳男主角」（成龍）、「最佳動作設計」（成龍）、「最佳剪接」（張耀宗，邱志偉）和「最佳音響效果」，但最終多個熱門獎項的提名均敗陣而回，只奪得「最佳動作設計」獎。

## 劇情
美國中央情報局在南非發現了一塊魔石，中情局南非局長為了獨佔魔石，在委派9名特殊隊員搶走魔石及捉拿3名科學家時，也藉機製造空難事件滅口。但被犧牲的隊員中卻有一個奇跡生還，就是中情局香港支局，代號523號的隊員-積奇。
積奇生還後出現失憶，忘掉自己的身份、過去和名字，流落在南非的土人族群中，土人族從他的服裝上的號碼和其零碎記憶中的「523號」取名為「我是誰」，之後在拉力賽中來到南非市區。我是誰﹝積奇﹞在市區的醫院裡認識了一位女記者，在她的協助下被安排到荷蘭的鹿特丹，但我是誰卻發現女記者的身分並不單純。我是誰為自救，決定自行查出真相，但另一方面，得知其生還消息的中情局南非局長和其手下為了滅口正等待積奇的到來...

## 演員表

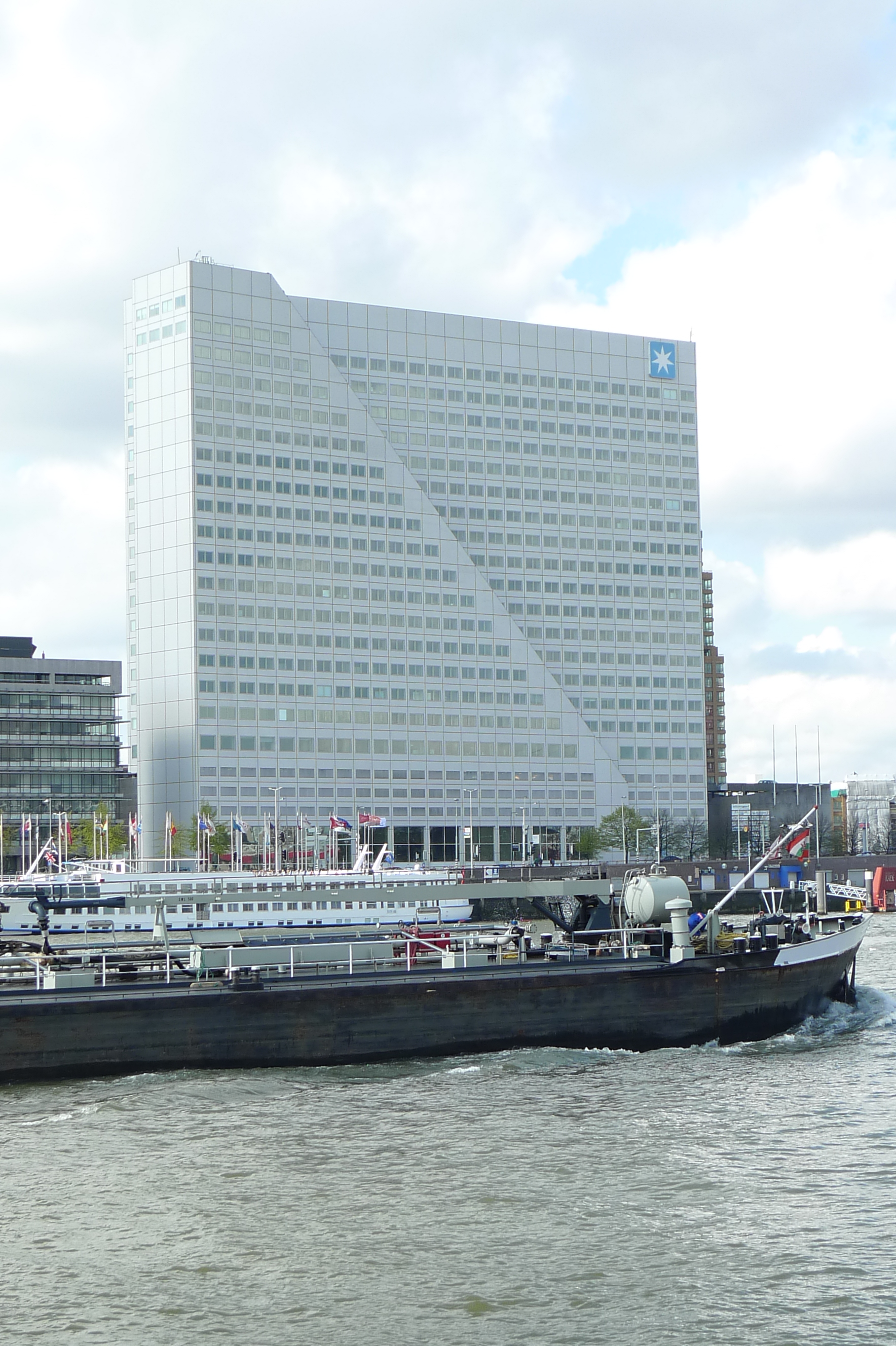
威伦斯沃夫（Willemswerf）大樓是《我是誰》在荷蘭鹿特丹拍攝的主要場景。拍攝當時是屬鐵行渣華公司擁有，2005年結束營運後，由快桅公司接手管理至今。（圖攝於2010年）

| 演員            | 角色                            | 備註                               | 粵語配音  |
| 成龍            | /我是誰(在南非時曾經被當地人稱) | 中情局香港支部編號523隊員          | 成龍/陳欣 |
| 法拉美穗        |                                 | 中情局幹員，假扮為「南非論壇」記者 | 林元春    |
| 山本未來        |                                 | 拉力賽車手                         | 鄭麗麗    |
| 盧·史密薩       |                                 | 中情局南非局長                     | 招世亮    |
| 關勇            | 未具名                          | 的蔡李佛打手                       | 馮錦堂    |
| 羅恩·斯穆安伯格 | 未具名                          | 的跆拳道打手                       | 郭志權    |
| 艾德·尼爾森     |                                 |                                    |           |
| 盧惠光          |                                 |                                    |           |
| 小杉健          | 突擊隊員                        |                                    |           |
| 布拉德·艾倫     |                                 |                                    |           |
| 派屈克·莫芙肯   |                                 |                                    |           |
| 漢斯·科尼利森   |                                 |                                    |           |
| 法蘭克·歐波曼   |                                 |                                    |           |
| 邁克·藍伯特     | 突擊隊員·彼德                   |                                    |           |
| 葛洛莉·賽門     |                                 |                                    |           |
| 范·達克霍姆     |                                 |                                    |           |

## 主題曲
| 曲序 | 曲目                               |      | 作曲   | 歌手   |
| ---- | ---------------------------------- | ---- | ------ | ------ |
| 1.   | 《我是誰》（國語版）（主题曲）     | 陳沒 | 周華健 | 周華健 |
| 2.   | 《有過去的人》（粵語版）（主题曲） | 林夕 | 周華健 | 周華健 |

## 制作
《我是谁》在荷兰鹿特丹拍摄时，有一个从威伦斯沃夫（Willemswerf）大楼一跃而下的场景，高楼21层，70米，这年成龙43岁，这一跳，是他献给去世的师傅于占元，他曾说：“陈志平是陈港生的父亲，于占元是成龙的父亲”。:48

## 獎項
| 頒獎典禮             | 獎項         | 名單                                                     | 結果 |
| -------------------- | ------------ | -------------------------------------------------------- | ---- |
| 1999年香港電影金像獎 | 最佳电影     | 《我是谁》                                               | 提名 |
| 1999年香港電影金像獎 | 最佳男主角   | 成龙                                                     | 提名 |
| 1999年香港電影金像獎 | 最佳動作設計 | 成龍                                                     | 獲獎 |
| 1999年香港電影金像獎 | 最佳剪接     | 张耀宗、邱志伟                                           | 提名 |
| 1999年香港電影金像獎 | 最佳音响效果 | 橙天嘉禾                                                 | 提名 |
| 第35屆金馬獎         | 最佳劇情片   | 《我是谁》                                               | 提名 |
| 第35屆金馬獎         | 最佳攝影     | 潘恆生                                                   | 提名 |
| 第35屆金馬獎         | 最佳剪輯     | 張耀宗、邱志偉                                           | 提名 |
| 第35屆金馬獎         | 最佳動作設計 | 成龍                                                     | 獲獎 |
| 第35屆金馬獎         | 最佳視覺特效 | 科幻電影科技, Asia Cine Digital Ltd., Stockman Pty. Ltd. | 提名 |
| 第35屆金馬獎         | 最佳音效     | Roger Savage and Paul Pirola of Soundfirm Pty. Ltd.      | 提名 |

## 外部連結
- 開眼電影網上《我是誰》的資料（繁體中文）
- 豆瓣电影上《我是誰》的資料 （简体中文）
- 时光网上《我是誰》的資料（简体中文）
- AllMovie上《我是誰》的资料（英文）
- 爛番茄上《我是誰》的資料（英文）
- 香港影庫上《我是誰》的資料（繁體中文）
- 互联网电影数据库（IMDb）上《我是誰》的资料（英文）